# 古晋浮罗岸天后宫
古晋浮罗岸天后宫，又称古晋兴安会馆妈祖天后宫，是一座位于砂拉越古晋浮罗岸老街兴安天后宫大厦天台，由古晋兴安会馆管理的古庙，主祀妈祖。由于浮罗岸老街不远处的毕打拿沿着浮罗岸河案的地带在1970年代前曾经是兴化人的渔村（俗称“网寮”），以海为生的兴化人恰巧秉持着祭拜妈祖的习俗，因此早在1950年代，浮罗岸地带就建有天后宫。

## 活动
- 新春敬老晚宴[2]
- 妈祖诞（每逢农历三月二十三日[2]）
- 花宴（每逢元宵节举办的请神宴[3]）
- 盂兰普渡祭拜（每逢中元节[4]）